# Gesellschaft für Rheinische Geschichtskunde

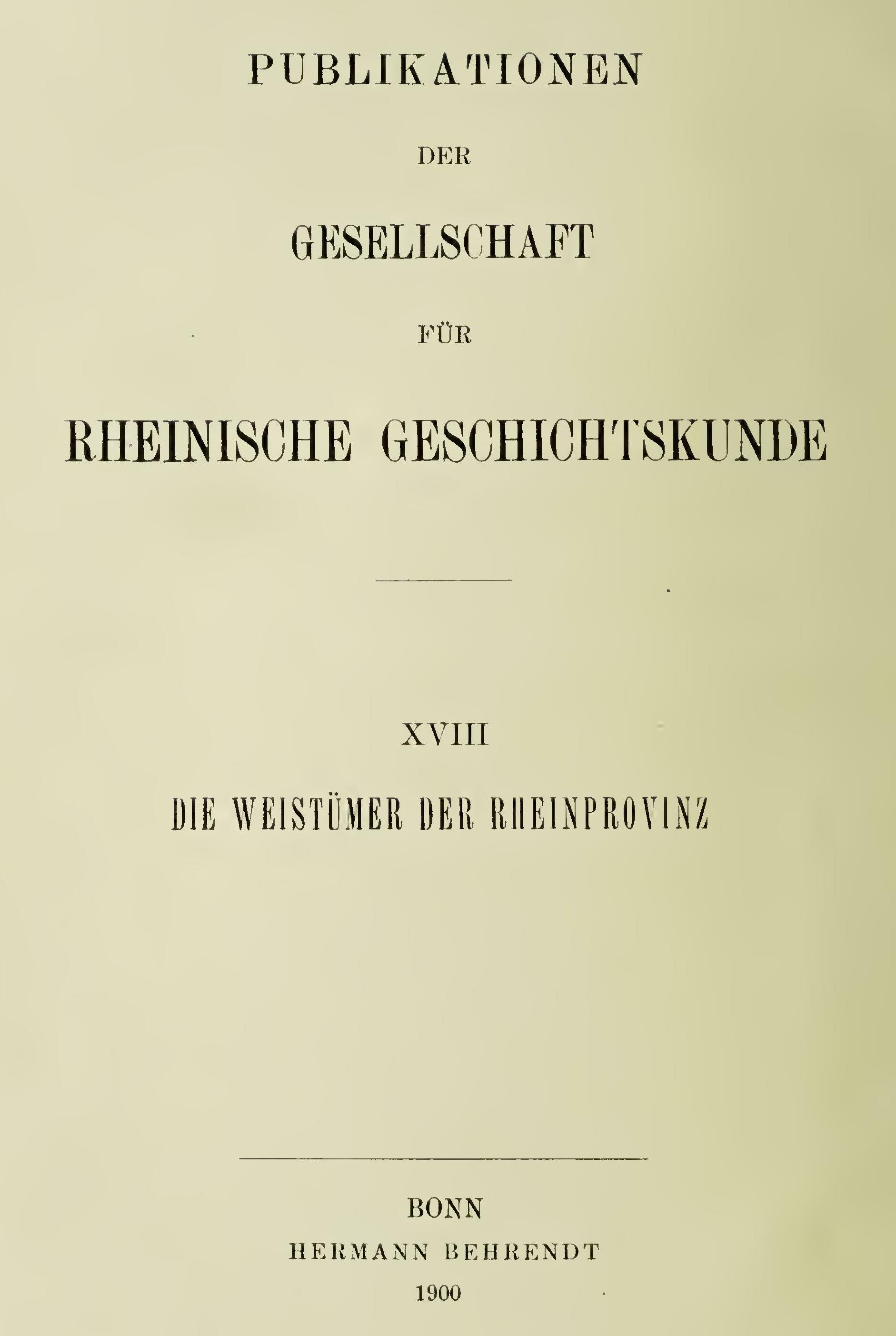

Die Gesellschaft für Rheinische Geschichtskunde ist eine geschichtsforschende Vereinigung, die sich der Regionalgeschichte der ehemaligen preußischen Rheinprovinz widmet. Sie wurde am 1. Juni 1881 auf Initiative des Industriellen Gustav von Mevissen gegründet.
Mevissen hatte schon 1868 zusammen  mit Heinrich von Sybel einen Dachverein für die regionalen Vereine, einen „Verein für rheinisch-westfälische Geschichte“ erwogen. In der ersten Zeit waren die Vorstandsmitglieder zugleich zumeist Professoren des Historischen Seminars der Bonner Universität. Zu den Vorstandsmitgliedern gehörten weiterhin Karl Lamprecht, Karl Menzel, Moriz Ritter, Wilhelm Maurenbrecher und Arnold Schaefer. Mit „rheinisch“ war die preußische Rheinprovinz gemeint. Lamprecht entwarf hierzu eine Konzeption für die Arbeit der Gesellschaft, die sich vornehmlich der überkommenen „materiellen Kultur“, also der Sozial- und Wirtschaftsgeschichte und Rechtsgeschichte (Urbare, Urkunden, Stadtrechte und Ähnliches) konzentrieren sollte. Da er zu dieser Zeit lediglich Privatdozent war und für die Leitung eines solchen Projektes nicht über die nötige Erfahrung verfügte, war er von dem Editionsprojekt selbst zurückgetreten.
Die Gesellschaft für Rheinische Geschichtskunde fördert die Forschungen zur rheinländischen Geschichte durch die Edition ihrer Quellen. Zu den Projekten gehören die seit 1961 auf Initiative von Bernhard Poll herausgegebenen Rheinischen Lebensbilder und der von 1982 bis 2008 herausgegebene Geschichtliche Atlas der Rheinlande. Sie folgt im Wesentlichen den ursprünglichen konzeptionellen Vorgaben bis heute. Der Sitz der Gesellschaft ist Köln. Die Gesellschaft arbeitet eng mit dem Landschaftsverband Rheinland zusammen. Vorsitzender ist seit 2015 der Präsident des Landesarchivs Nordrhein-Westfalen, Frank M. Bischoff. Von 1893 bis 1928 war Joseph Hansen Vorsitzender der Gesellschaft, sein Nachfolger war von 1928 bis 1958 Gerhard Kallen. Von 1958 bis 1968 hatte Theodor Schieffer den Vorsitz inne, von 1968 bis 1973 Paul Egon Hübinger, von 1973 bis 1978 Wilhelm Janssen, von 1978 bis 1994 Odilo Engels, von 1994 bis 1998 wieder Wilhelm Janssen, von 1998 bis 2003 Kurt Düwell.
Wurde die Gesellschaft ursprünglich durch private Stiftungen unterhalten, so ist sie heute vornehmlich von der öffentlichen Hand finanziert, wenngleich auch weiterhin private Stiftungen in sie einfließen.

## Herausgegebene Schriften
- Publikationen der Gesellschaft für Rheinische Geschichte. 84 Bde. Böhlau, Wien/Köln/Weimar 1884–2021.
- Studien und Darstellungen der Gesellschaft für Rheinische Geschichte. 1 Bd. Böhlau, Wien/Köln/Weimar 2022.
- Historische Bilder des Rheinlandes. 2 Bde. Jünkerath, Gaasterland 2019–2021.
- Preisschriften der Mevissen-Stiftung
- H(ermann) Aubin, Th(eodor) Frings, J(oseph) Hansen [u. a.]: Geschichte des Rheinlandes von der ältesten Zeit bis zur Gegenwart. Bd. 1: Politische Geschichte. Bd. 2: Kulturgeschichte. Baedecker, Essen a. d. R. 1922.
- Rheinisches Wörterbuch. Auf Grund von J(ohannes) Frank begonnenen, von allen Kreisen des rheinischen Volkes unterstützten Sammlung. Bd. 1–8. Bearb. von Josef Müller, Bd. 9 von Heinrich Dittmaier. 9 Bde. Klopp, Bonn [später Berlin] 1928–1971.
- Rheinische Lebensbilder. 20 Bde. Böhlau, Wien/Köln/Weimar 1961–2019.